# SOS遭難事件
SOS遭難事件（エスオーエスそうなんじけん）は、1989年（平成元年）7月に、北海道の大雪山山系旭岳で倒木を積んで造られた「SOS」の文字と人骨・遺留品が発見された事件である。人骨は発見約5年前の1984年（昭和59年）7月に遭難した人のものと推定されている。

## 経緯
1989年7月24日午後、大雪山系の黒岳から旭岳に向かう途中で行方不明になった東京都の登山者男性2名を捜索していた北海道警察のヘリコプター「ぎんれい1号」が、登山ルートから外れた旭岳南方の忠別川源流部で、シラカンバの倒木を積み上げて造られた一辺約5mのSOSという木文字を発見。行方不明の2名はそこから2-3km北で間もなく無事救助された。
北海道警察はSOSの木文字もこの2名が造ったものとみて救助後に事情を聞いたが、2人は木文字については何も知らなかった。別の遭難者がいたと考えた北海道警察は、翌25日に改めてヘリコプターを派遣して周辺を捜索。その結果、SOSの木文字の付近から、動物に噛まれた痕のある人骨の破片と、カセットテープ4本、テープレコーダー、リュックサック、お守り等の遺留品が発見された。
人骨は直ちに旭川医科大学により20-40歳の女性のものと鑑定された。一方、7月27日にカセットテープを再生したところ、そのうちレコーダー内にあった1本の片面には、ラジオ番組の録音の後に、2分17秒間、一音一音区切りながら次のように叫ぶ若い男性の声が録音されていた。
残りのテープには、テレビアニメ『超時空要塞マクロス』及び『魔法のプリンセス ミンキーモモ』（ともに1982年-1984年放送）の主題歌やラジオ番組等が録音されていた。また、カセットテープのケースには「魔法のプリンセス ミンキーモモ」の切り抜きが使用されていた。SOSの木文字については、林野庁が1987年9月20日に撮影し、国土地理院の地形図作成に使用された空中写真にも写っていたことが確認された。
7月28日に行われた捜索では、新たに頭蓋骨等の人骨、三脚、男物のバスケットシューズが発見された。旭岳では、同年6月と1984年7月に登山中の男性が行方不明となる事故が起きていたが、このうち、1984年7月に行方不明になった愛知県江南市の会社員男性の知人から、この男性がカメラを持ち歩いたり、テープに主題歌等を録音していたとの証言が得られたこと、遺留品のバスケットシューズのサイズやお守りの神社の所在地もこの男性と整合すること等から、遺留品の所有者はこの男性に絞られた。一方、人骨は女性と鑑定されていたため、当初、遭難者は男女2名と考えられた。しかし、旭岳での女性の行方不明者の記録がなく、女性の遺留品も発見されなかったことや、愛知県の男性は一人で入山していたことから、女性の身元や男性との関係が不明であり、一時捜査や報道に混乱を来した。
旭川東警察署は1990年2月28日に、最終的に、発見された人骨はすべて愛知県の男性のものであったと発表し、遭難者は男性1名であったことが明らかになった。

## 事件についての考察
遭難の原因

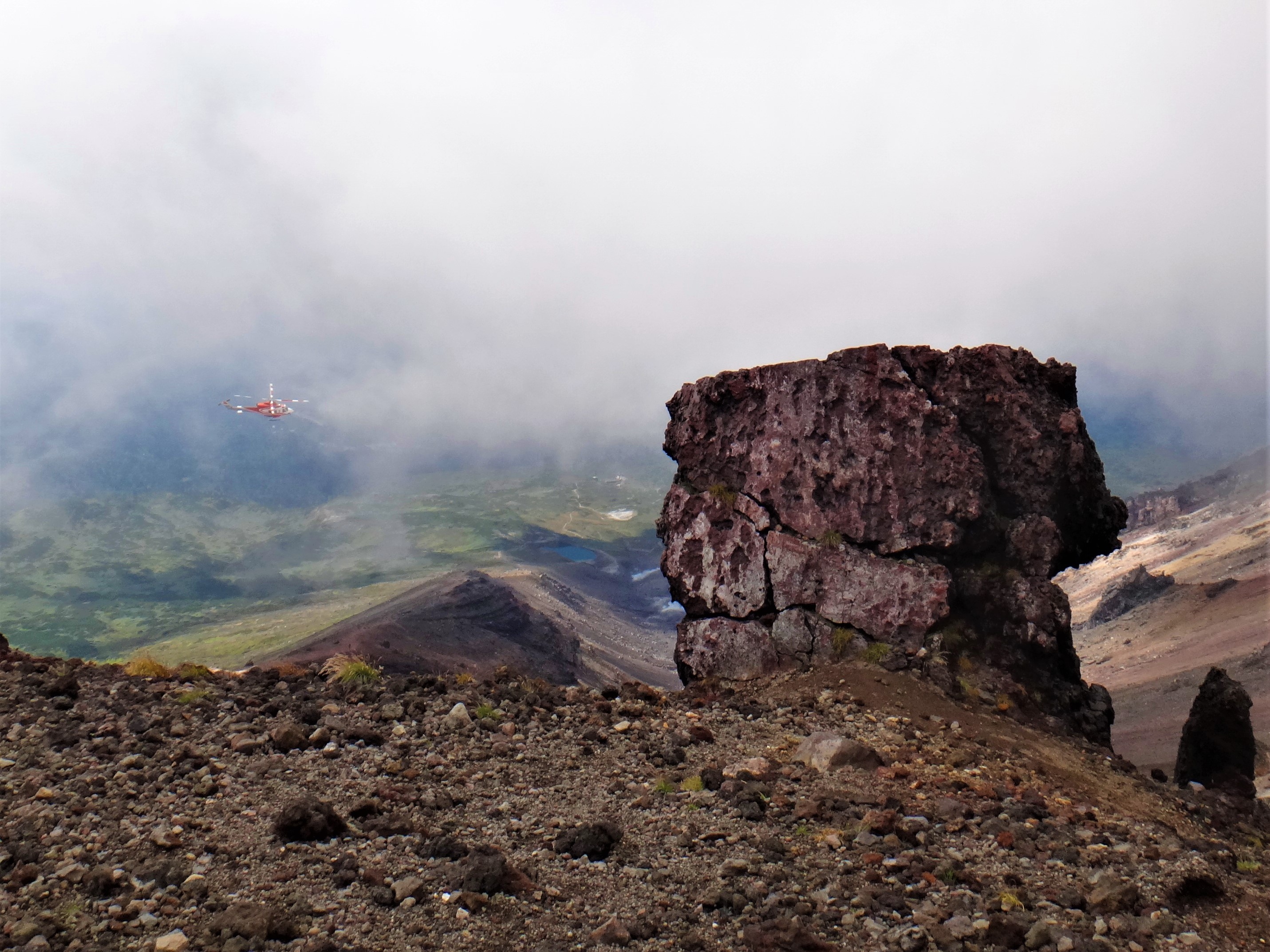
金庫岩

旭岳の稜線部に金庫岩という大岩があり道標とされている。しかし、この岩の近くにはよく似たニセ金庫岩という大岩もあり、誤ってニセ金庫岩を目印に下山すると遭難地点付近にたどり着く。遭難地点上側の斜面は、横倒しに生育するササ原になっており、上部からは下部へ進入しやすいが、下部から上部へは登りづらいこと、さらに遭難地点の下側は崖状になっており脱出しにくい地形であることも判明。このことは、遭難が発覚した数日後、現地を訪れた報道機関の取材班が、遭難現場から脱出不可能な状態となり、救助されたことからも裏付けられた。
「SOS」の木文字
「SOS」の木文字は、大きな倒木を積み重ねて造られており、作成には2日程度の期間とかなりの労力を要したと推定された。この木文字は遭難した男性が造ったものと推測されたが、木文字を作るだけの体力が残っていながら、男性が自力での移動・脱出に至らなかった点に疑問が残った。この点については、いたずらに動き回って体力を消費するより、一箇所にとどまって救助を待つ方がよいと判断したのではないかとの推測や、上述の地形のために脱出ができなかったのではないかとの推測がなされている。また、手塚治虫の『鉄腕アトム』に、この事件と同様に、アトムが倒木をSOSの形に並べるシーンがあることが指摘された。
「SOS」が録音されたテープ
「SOS」の録音がされた理由は不明であるが、身動きが取れなくなった遭難者が、衰弱して声が出せなくなる前に、捜索隊に声が届くように録音したという推測や、このテープがレコーダーに装着されていたことから、助けを求めて動いている際に、偶然スイッチが入って録音されたという推測がされている。

## 類似した事件
2012年、ロシアのトムスク州で、男女3人がコケモモを求めて山中奥深くに入り込み遭難。シラカンバの幹でSOS文字を作り、救助を待ったところ、たまたま森林火災の消火を行っていた航空機がこれを発見。遭難から5日という短い期間で救助された。